# 1805

## أحداث
- تأسيس مدينة ترينيداد، أوروغواي [الإنجليزية] وتقع حاليا في الأوروغواي.
- تأسيس مدينة فرانكا وتقع حاليا في البرازيل.
- بداية حرب التحالف الثالث في 1805 والتي انتهت في 1806.
- 17 مايو - تولي محمد علي باشا حكم مصر.

## مواليد
- أحمد السمين الألباني
- أدالبرت شتيفتر
- ألكسندر كارل هاينريش براون
- جوزيبي مازيني
- جوزيف بنكوست
- دومنغو إلياس
- صامويل كورتيس
- فرديناند دي لسبس
- هانس كريستيان أندرسن
- ويليام روان هاميلتون
- فريدريك دينيسون موريس

## وفيات
- فريدرش شيلر
- هوراشيو نيلسون
- وليام بيتي